# یواس‌اس هوپول (دی‌دی-۶۸۱)
یواس‌اس هوپول (دی‌دی-۶۸۱) (به انگلیسی: USS Hopewell (DD-681)) یک کشتی بود که طول آن ۱۱۴٫۷ متر (۳۷۶ فوت) بود. این کشتی در سال ۱۹۴۳ ساخته شد.